# NGK Insulators
Nihon Gaishi K.K. (jap. 日本碍子株式会社, Nihon Gaishi Kabushiki kaisha, mit lateinischen Buchstaben als NGK abgekürzt; engl. NGK Insulators, Ltd.) ist ein japanischer Anbieter von keramischen Produkten in verschiedenen industriellen Sektoren weltweit. Die Hauptgeschäftsfelder sind Hochspannungsisolatoren sowie technische Keramiken für die Automobilindustrie. Mit rund 30 % am Gesamtumsatz wächst die Automotivsparte kontinuierlich. Neben Keramiksubstraten für Katalysatoren und Partikelfiltern stellt NGK auch Abgassensoren (NOx-Sensoren auf Zirkonoxid-Basis) her. Die Produktlinie umfasst auch Natrium-Schwefel-Akkumulatoren; NGK ist bei diesen Akkus Weltmarktführer, welche in einigen Batterie-Speicherkraftwerken für die Speicherung von elektrischer Energie verwendet werden.
Weitere Geschäftsfelder sind Engineeringlösungen für Wasseraufbereitungs- und Umweltschutzanlagen, Elektronik- sowie Elektroprodukte (unter anderem für Drucker, PC-Festplatten und Mobiltelefone). Die NGK Europe GmbH in Kronberg im Taunus ist für die Bereiche der technischen Keramik sowie für die Elektronikprodukte in Europa zuständig.
Das Unternehmen NGK Spark Plug Co., Ltd. in Nagoya, Japan, mit dem deutschen Firmensitz in Ratingen, hat mit der NGK Insulators LTD nichts zu tun. Beide NGK-Unternehmen sind derzeit völlig selbständig und arbeiten getrennt voneinander.

## Organisation

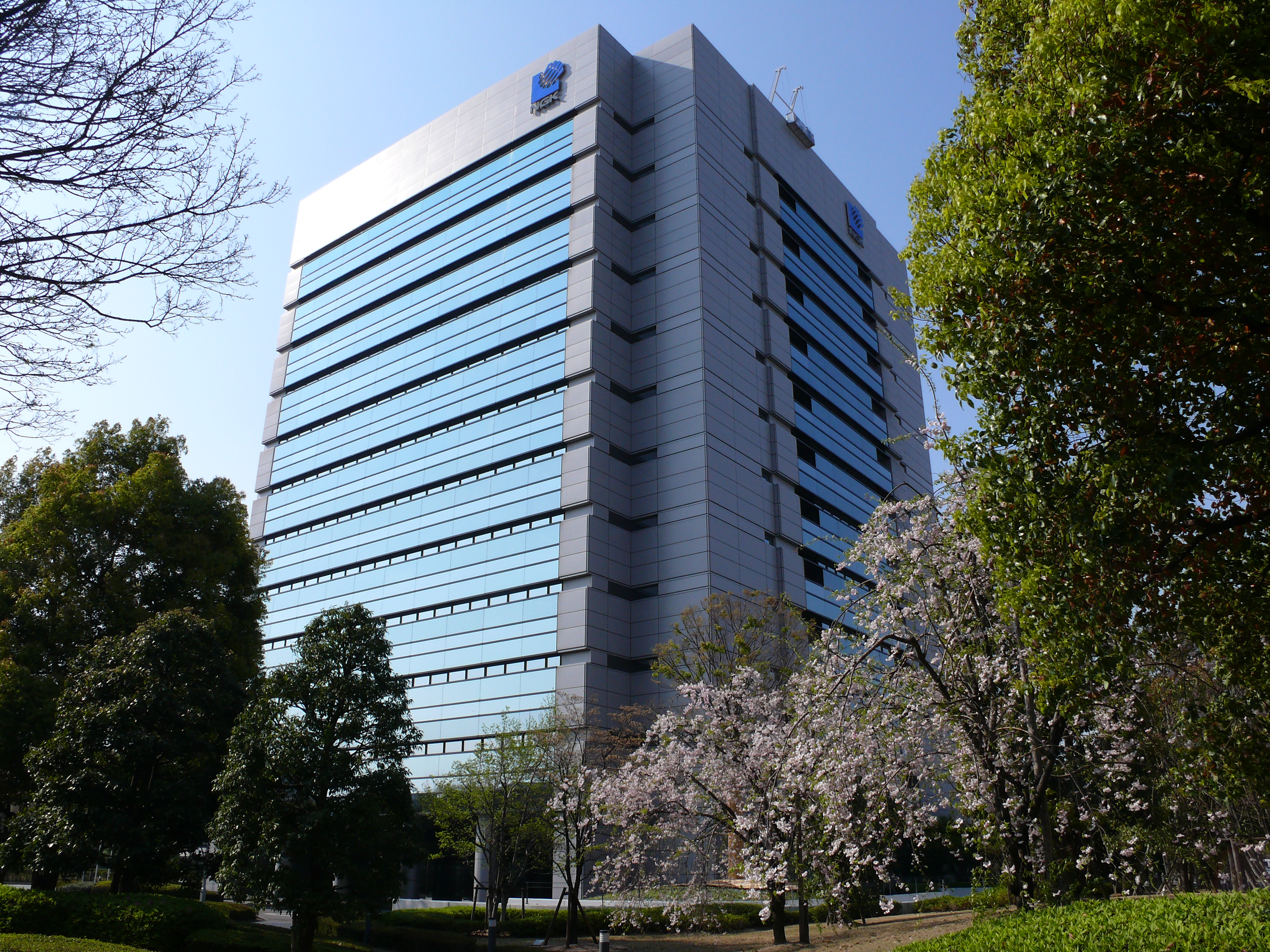
Hauptquartier in Nagoya

NGK Insulators beschäftigt insgesamt rund 3.700 Mitarbeiter. Als Haupttätigkeitsbereiche werden Power Business, Ceramic Products Business und Electronics Business angegeben.

## Geschichte
- 1919 wurde Nihon Gaishi als ein Ableger der Isolatoren-Abteilung von Nippon Tōki (heute Noritake) gegründet.[6]
- 1936 wurde Nippon Tokushu Tōgyō K.K. (engl. NGK Spark Plug Co., Ltd.) als ein Ableger von NGKs Zündkerzen-Abteilung gegründet.[6]

## Produkte

### Katalysator und Partikelfilter
Unter anderem stellt NGK keramische Substrate für Fahrzeugkatalysatoren und Dieselpartikelfilter für die Automobilindustrie her.
NGK setzte von Anfang an auf hochzellige und sehr dünnwandige Keramikmonolithe. Die Reduzierung des hydraulischen Durchmessers macht sich bei den hochzelligen Monolithen äußerst positiv bemerkbar, denn die Schadstoffe kommen dann mit der Edelmetallbeschichtung schneller in Kontakt. Als weltweit erster Kat-Hersteller lieferte NGK hochzellige Ultradünnwand-Keramiksubstrate mit einer Zellenzahl von 1.200 cpsi bei nur zwei mil (rund 50 µm) Wandstärke an seine Kunden aus. Der Automobilbauer Honda beispielsweise erzielt dadurch neben einer guten Konvertierung extrem kurze Aufheizzyklen bei minimalen Abgasgegendruck.
Ultradünnwandsubstrate mit 1.200 cpsi und zwei mil werden ausschließlich in Japan gefertigt. Solche mit 600 cpsi und 3,5 mil Wandstärke dagegen auch am belgischen Standort Baudour. 1987 startete NGK in Belgien mit der Produktion seiner Keramikmonolithe und produzierte ein Jahr darauf schon 1 Million Stück pro Jahr. Im Februar 2002 wurde die neue Produktionslinie für die Ultradünnwandsubstrate mit 3,5 mil Wandstärke installiert. Insgesamt verfügt das belgische Werk über 4 Fertigungslinien und 2 große Brennöfen. Jede Linie vermag zwischen 2 und 2,5 Millionen Stück pro Jahr zu fertigen. Im Dezember 2002 konnte die Auslieferung des 90millionsten Keramiksubstrats in Belgien gefeiert werden.
Die weltweite Produktions-Jahreskapazität von NGK lag 2004 bei 45 Millionen Stück; in naher Zukunft sollten es allerdings schon 55 Millionen Stück sein. Zum Vergleich: Der weltweite Bedarf 2003 betrug „nur“ 110 Millionen Stück.
In Stammwerk Nagoya, Japan, lassen sich rund 250.000 Dieselpartikelfilter (DPF) aus Cordierit pro Jahr produzieren. Dieselfahrzeuge sind in Japan weniger gefragt. 2004 wurde in Gliwice, Polen, ein neues Werk gebaut, welches 2005 ebenfalls 250.000 DPFs pro Jahr herstellte. Nach Vollausstattung des polnischen Werkes lassen sich seit 2010 über drei Millionen DPFs pro Jahr herstellen. 2015 hat der Vorstand den Bau einer zweiten Fabrik in Gliwice beschlossen. Das Werk soll ebenfalls Rußpartikelfilter aus Siliziumkarbid herstellen.
NGK fährt beim DPF zweigleisig, da sowohl DPF aus Siliziumkarbid (SiC) gefertigt werden, die hauptsächlich bei Personenkraftwagen und leichten Lastkraftwagen eingesetzt werden wie DPF aus Cordierite, die in der Regel bei schweren LKWs als auch für nicht automobile Anwendungen zum Einsatz gelangen. Die Si-SiC-DPF aus Polen sowie die aus dem Stammwerk in Japan werden von vielen Automobilherstellern eingesetzt. Die OEM-Liste reicht von Audi, BMW, Fiat, Mercedes, Nissan, Mazda und Opel bis hin zu Volvo sowie VW.

### Akkumulatoren und Sensoren
Die NaS-(Natrium-Schwefel-)Akkumulatoren zur elektrischen Energiespeicherung werden in verschiedenen, unter anderem experimentellen oder erst im Planungszustand befindlichen Anlagen eingesetzt, z. B.:
- Geplante 34-MW-NaS-Anlage an einem 51-MW-Windpark in Japan.[10][11]
- 1,5-MW-NaS-Anlage an einer 5-MW-Photovoltaikanlage in Japan[12]
- 6-MW-NaS-Versuchsanlage zur Netzstabilisierung in einem Umspannwerk in den USA, betrieben von American Electric Power.[13]
- 1-MW-NaS-Versuchsanlage an einem 11-MW-Windkraftpark in den USA, gefördert von Xcel Energy.[14]
- 1-MW-NaS-Versuchsanlage wird seit 2009 auf dem Wissenschaftscampus in Berlin-Adlershof von der Firma Younicos betrieben.[15]

2010 erhielt NGK zusammen mit Continental AG den Automotive News PACE Award für die gemeinsame Entwicklung des Smart NOx-Sensors für die Detektion der NOx-Emissionen im Fahrzeugbetrieb sowohl für Pkw als auch für Nutzfahrzeuge.
2013 gewann NGK den Technology Award der Japan Ceramic Society für den Smart NOx-Sensor und dessen substantielle Mitwirkung bei der Entwicklung sauberer Dieselkraftfahrzeuge.